# 関空ちかトクきっぷ
関空ちかトクきっぷ（かんくうちかとくきっぷ）及び、ようこそ大阪きっぷ（ようこそおおさかきっぷ）は、南海電気鉄道（南海電鉄）、大阪市高速電気軌道（大阪地下鉄、関空ちかトクきっぷのみの発売）が共同で発行していた片道乗車券である。

## 概要
関西国際空港と大阪市内方面を割安価格で行ける乗車券であり、通年発売。乗車券はいずれも磁気券式（大阪出張きっぷの大阪地下鉄部分のみ磁気カード式）である。国籍にかかわらず購入できる。
この2つのきっぷの性格は似ているが、発売箇所、乗車可能な列車、乗車区間に違いがある。
両社局が発行した関空ちかトクきっぷは、南海関西空港駅から難波駅経由で大阪市高速電気軌道全路線の任意の駅（あるいはその逆）に行ける片道乗車券である。天下茶屋駅など難波駅以外の駅経由で乗り換えはできない。地下鉄・ニュートラムでも1回の乗車しか使用できず、大阪シティバスには乗れない。通年発売である。有料特急に乗車する場合は別途に特急券（座席指定券）が必要。
南海のみが発行するようこそ大阪きっぷは、特急券付きの片道乗車券であり、大阪市高速電気軌道全路線に加え大阪シティバスにも乗れる一日乗車券となる。こちらは天下茶屋駅で乗り換えのための下車もできる。通年発売である。また、小児用のきっぷの発売はされていない。
2023年9月30日に発売を終了した。

## 関連する他の交通手段
西日本旅客鉄道（JR西日本）
- 関空特急はるか - JR関西空港駅から天王寺駅、新大阪駅を経て京都駅へ行く特急列車。特急券が必要。
- 関空快速 - JR関西空港駅から天王寺駅、新今宮駅、弁天町駅、西九条駅、大阪駅、京橋駅、鶴橋駅を経てもう一度天王寺駅へ行く快速列車。

関西空港交通、大阪空港交通、日本交通、近鉄バス、阪神バス、南海バス、京阪バス
- 関西空港からJR難波駅（OCAT）、大阪駅（梅田駅）、大阪阿部野橋駅（天王寺駅）・上本町駅、守口市駅、中百舌鳥駅、天保山（海遊館）・ユニバーサル・スタジオ・ジャパン間のリムジンバス。